# ロバート・ノイス
ロバート・ノートン・ノイス（英語: Robert Norton Noyce, 1927年12月12日 - 1990年6月3日）は、フェアチャイルドセミコンダクター（1957年創業）とインテル（1968年）の共同創業者の1人であり、the Mayor of Silicon Valley（シリコンバレーの主）とあだ名された人物。ジャック・キルビーと並んで集積回路を発明したことでも知られている。彼の事業の成功は、その後の世代の起業家（例えばAppleを起業したスティーブ・ジョブズなど）にとっては、師であり目標だった。

## 家系
家系を遡ると、メイフラワー号で北米大陸に移住しブリッジウォーター（現在のマサチューセッツ州）という町を建設したラヴ・ブリュースター、同じくメイフラワー号で入植しプリマス植民地の精神的支柱となったウィリアム・ブリュースター、プリマス植民地の知事となり、プロビンスタウン港でのメイフラワー誓約に2番目に署名したウィリアム・ブラッドフォードといった人物がいる。
また、18世紀アメリカの詩人および作家として有名なマーサ・ワーズワース・ブリュースターや、牧師でグリネル大学の創設者であるルーベン・ゲイロードの子孫でもある。

## 生涯

### 幼少期
1927年12月12日、アイオワ州バーリントンで生まれる。
会衆派教会の牧師だった父ラルフ・ブリュースターの4人の息子の3番目として生まれた。母ハリエット・メイ・ノートンも会衆派教会の牧師の娘であり、意志の強い聡明な女性と評されている。
ノイスの最も幼いころの記憶は、卓球で父に勝ち、それを母に知らせたところ「パパがあなたに勝たせてあげたのよ」と言われてがっかりしたことだという。5歳のころからロバートは何においても負けず嫌いだった。「そんなのゲームじゃない。やるんなら勝つためにやらなきゃ」とロバートは母にむかって拗ねたという。
1940年夏、ロバートが12歳のとき、兄弟と共に子供が乗れる大きさの飛行機を作り、グリネル大学の馬小屋の屋根から飛ぶという遊びをした。その後も彼はラジオを一から作ったり、古い洗濯機のモーターを使ってソリの後ろに電動のプロペラをつけたりしている。

### 学生時代
アイオワ州グリネルで育ったロバートは、地元の学校に通った。高校時代に数学と理科に才能を見せ、高校在学中にグリネル大学の新入生向け物理学コースを受講した。1945年に高校を卒業するとグリネル大学に入学。1949年、物理学と数学の学士号を取得して卒業。1953年、マサチューセッツ工科大学で物理学の博士号を取得。ベル研究所で開発されたばかりのトランジスタに初めて触れたのは、グリネル大学でのことだった。
グリネル大学では グラント・ゲイル教授の物理学講座に参加し、物理学に魅了されていった。ゲイルはベル研究所から初期のトランジスタを2個入手し、それを学生に見せた。ノイスはそれに目を奪われた。しかし同時にノイスは手に負えないいたずら好きという面もあった。屋外便所をひっくり返したり、届出もなく花火を打ち上げたりというのはまだいい方で、仲間と共に飲酒した上で宴会のために豚を盗むというのは全く別次元の問題だった。
ノイスと仲間はその所業を後になって後悔し、農場に行って豚の代金を支払おうとした。農夫は豚が盗まれていたことに気づいていなかったが、話を聞いて激怒した。農夫はグリネル大学の学長に連絡し、保安官も呼んでノイスらを刑事告発すると主張した。ノイスは停学となり、1948年には大学だけでなくグリネルの町から追放された。
ノイスは追放されている期間をニューヨークの生命保険会社の保険計理部の事務員として働いて過ごした。その後グリネルに戻り、1949年4月にグリネル大学を何とか卒業した。
その後アメリカ空軍に入隊しようとしたが、色覚異常だったため戦闘機パイロットになれないことを知り、兵役そのものから逃れることにした。大学の指導教官のグラント・ゲイルはMITの物理学の博士課程への進学を勧め、ノイスはそれに従った。ノイスは頭の回転が速く、MIT時代の友人は彼を "Rapid Robert" と呼んでいた。

### フェアチャイルドセミコンダクターとインテルの設立
1953年にマサチューセッツ工科大学を卒業すると、フィラデルフィアの Philco Corporation の研究開発部門に技術者として就職した。その後、ウイリアム・ショックレーにスカウトされ、1956年にマウンテンビューのショックレー半導体研究所に移った。しかし、まもなくショックレーと意見が合わなくなり、1957年にゴードン・ムーアら若手研究者を伴ってフェアチャイルドセミコンダクターを設立し独立。この社名は、出資企業（親会社）のフェアチャイルド・カメラ・アンド・インスツルメンツに由来する。親会社の社長だった シャーマン・フェアチャイルド によれば、ノイスの熱を帯びたプレゼンテーションが出資を決めた理由だったという。
フェアチャイルドでは半導体集積回路の研究開発と普及につとめたが、後に親会社との意見衝突や経営悪化をおこし、1968年に再びムーアとともにフェアチャイルドを飛びだし、アンドルー・グローヴと共にインテルを設立した。インテルの主要出資者で会長も務めたアーサー・ロック は、インテルの成功にはノイスとムーアとグローヴの3人がこの順番で必須だったと述べている。ノイスは発想豊かな夢想家であり、ムーアは技術面の大家であり、グローヴは技術畑出身の経営科学者だったという。ノイスがインテルで培った企業文化は、フェアチャイルド時代と同じくゆったりしたものだった。従業員を家族のように遇し、チームワークを重視した。この経営スタイルはその後のシリコンバレーで成功した各企業にも受け継がれている。彼は高級な社用車や専用駐車スペースや自家用ジェット機や専用オフィスを避け、階層化されていないゆったりした職場環境を好んだ。従業員はみな事業に貢献しているという考え方から、特定の誰かに臨時収入を与えるということもなかった。このような特権を放棄した経営スタイルはインテルのその後のCEOに受け継がれている。インテルではテッド・ホフらのマイクロプロセッサの発明を監督し、それが彼の2度目の技術的革命となった。

### 私生活と死
1953年、エリザベス・ボトムリーと結婚し、1974年に離婚した。2人は4人の子をもうけた。その後1974年、ノイスはアン・バウワースと再婚。アンはインテルの初代人事部長だった女性で、後にAppleで人事担当副社長を務めた。
ノイスはヘミングウェイを愛読し、飛行機操縦、ハンググライダー、スキューバダイビングを趣味としていた。
1990年6月3日、テキサス州オースティンの病院で心不全で死去。そのころノイスは半導体製造技術の基礎研究を行う非営利組織 Sematech（セマテック） を運営していた。アメリカ政府と14の企業の提携によって創設された組織であり、日本の半導体製造技術に追いつくことを意図した組織である。
彼はマイクロエレクトロニクスがどんどん複雑化し洗練されていくと信じ、そのテクノロジーをどう利用するかが社会問題になるだろうと考えていた。生前最後のインタビューでノイスは、アメリカ合衆国の「皇帝」だったら何をするかと訊かれた。彼は色々答える中で、「次の世代がハイテク社会で繁栄することを確実にしたい。そのためには最も貧しい階級の者にも高度な教育を受けさせる必要がある」と述べている。ノイス財団は、数学と理科の教育の改善を目的としてノイスの遺族らが設立した。現在、妻のアンはノイス財団の会長を務めている。

## 受賞・栄誉
1959年7月、 アメリカ合衆国特許第 2,981,877号 "Semiconductor Device and Lead Structure" という集積回路に関する特許を出願した。なお、その数カ月前にジャック・キルビーが出願した特許は「同様」「同等」とは言い難いものだが（そもそも本当に同様あるいは同等なら、どちらか片方は却下されていなければならない）、この2人が集積回路の発明者とされ、3人のアメリカ合衆国大統領に表彰されている。1966年IEEEフェロー。
ノイスは様々な賞や栄誉を受けている。1983年に全米発明家殿堂に選出され、1987年にはロナルド・レーガン大統領からアメリカ国家技術賞を授与された。その2年後、ジョージ・H・W・ブッシュ大統領によりビジネス殿堂（Business Hall of Fame）に入るという栄誉を与えられた。特許法施行200周年の記念式典には、ジャック・キルビーやトランジスタの発明者ジョン・バーディーンらと共に招待され、生涯貢献賞を授与された。
1966年にはスチュアート・バレンタイン・メダル、1978年にはIEEE栄誉賞を受賞した。また、1979年には、アメリカ国家科学賞およびファラデー・メダル、1989年にはジョン・フリッツ・メダル、1990年には全米技術アカデミーのチャールズ・スターク・ドレイパー賞を受賞した。
サンタクララにあるインテル本社ビルは、ロバート・ノイス・ビルと名付けられている。また、グリネル大学にも、ノイスの名を冠した建物がある。
米国半導体工業会では毎年半導体業界において優れた業績とリーダーシップを持つ者に送られるRobert N. Noyce Awardに、またIEEEではインテルの後援で、マイクロエレクトロニクス業界への卓越した貢献者に対して贈られるIEEEロバート・ノイス・メダルに名を残す。

## 特許
ノイスの名で成立した特許は以下の通りである。
- アメリカ合衆国特許第 2,875,141号 Method and apparatus for forming semiconductor structures, 1954年8月出願、1959年2月発効。譲渡人は Philco Corporation
- アメリカ合衆国特許第 2,929,753号 Transistor structure and method, 1957年出願、1960年3月発効。譲渡人は Beckmann Instruments（ショックレー研究所の親会社）
- アメリカ合衆国特許第2,968,750号 Transistor structure and method of making the same, 1957年出願、1961年1月発効。譲渡人は Clevite Corporation（ショックレー研究所の売却先）
- アメリカ合衆国特許第 3,140,206号 Method of making a transistor structure （ショックレーと共同）, 1957年4月出願、1964年7月発効。譲渡人は Clevite Corporation
- アメリカ合衆国特許第 3,010,033号 Field effect transistor, 1958年1月出願、1961年11月発効。譲渡人は Clevite Corporation
- アメリカ合衆国特許第 3,098,160号 Field controlled avalanche semiconductive device, 1958年2月出願、1963年7月発効。譲渡人は Clevite Corporation
- アメリカ合衆国特許第 3,111,590号 Transistor structure controlled by an avalanche barrier, 1958年7月出願、1963年11月発効。譲渡人は Clevite Corporation
- アメリカ合衆国特許第 3,108,359号 Method for fabricating transistors, 1959年7月出願、1963年10月発効。譲渡人はフェアチャイルド・カメラ・アンド・インスツルメンツ
- アメリカ合衆国特許第 3,150,299号 Semiconductor circuit complex having isolation means, 1959年9月出願、1964年発効。譲渡人はフェアチャイルド・カメラ・アンド・インスツルメンツ
- アメリカ合衆国特許第 2,959,681号 Semiconductor scanning device, 1959年6月出願、1959年11月発効。譲渡人はフェアチャイルドセミコンダクター
- アメリカ合衆国特許第 2,971,139号 Semiconductor switching device, 1959年6月出願、1961年2月発効。譲渡人はフェアチャイルドセミコンダクター
- アメリカ合衆国特許第 2,981,877号 Semiconductor Device and Lead Structure, 1959年7月出願、1961年4月発効。譲渡人はフェアチャイルドセミコンダクター
- アメリカ合衆国特許第 3,325,787号 Trainable system, 1964年10月出願、1967年7月発効。譲渡人はフェアチャイルド・カメラ・アンド・インスツルメンツ